# ジャックス (遊び道具)

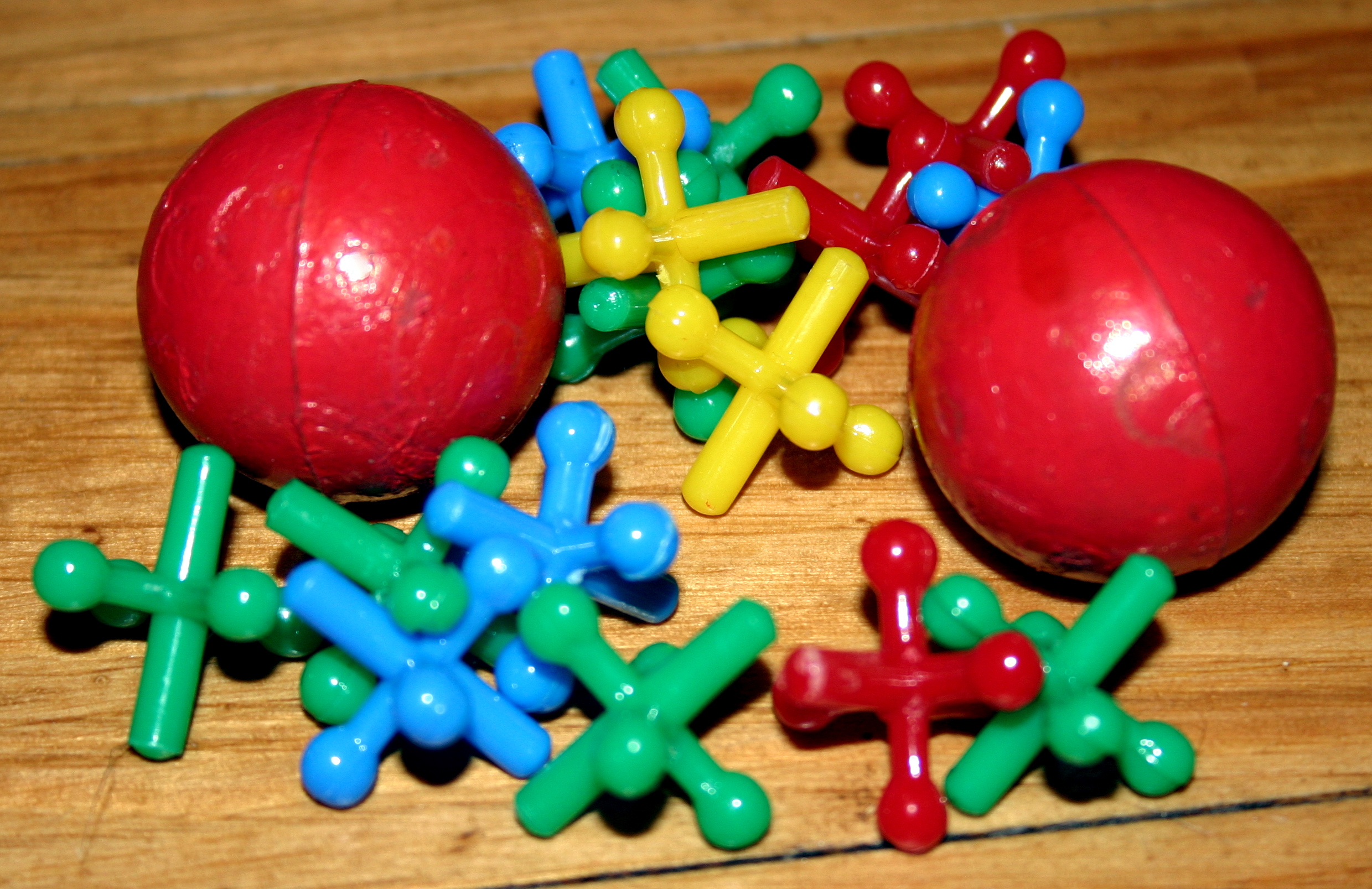
ジャックスのセット

ジャックス (Jacks) とは、アメリカの伝統的な子供のおもちゃ。
ジャックストーンズもしくはワンシーズなどとも呼ばれる。一般的には、ジャックス（6本の棒が立体的に飛び出た小さなコマ）10〜15個と、いくつかのゴムボールを使用する。

## 基本的な遊び方
ジャックスを宙に放り投げて手の甲で受け止める。最も多くの数を受け止めた方が先攻となる。
先攻はジャックスを平らな地面に投げ捨てる。ボールを地面に打ち付けて弾ませ、ボールが地面に落ちる前にジャックスを1個拾い、ボールを受け取る。これを繰り返し、落ちているジャックスをすべて拾えたら、次は一度に2個ずつ拾う。同様に、3個、4個…と増やしていき、ボールが落ちるか指定数のジャックスを拾えなかった場合は後攻に交代する。より多くのジャックスを拾えた方の勝利となる。
以上が基本的な遊び方とされているが、実際にはさまざまなルールが存在する。片手だけで行うこともあれば両手を用いて行うこともあり、その時々で異なる。